# Taça Brasil
Taça Brasil (Cupa Brazilia) a fost numele oficial folosit de CBD (precursorul actualului CBF) pentru a desemna, la data respectivă, campionatele naționale desfășurate între 1959 și 1968, an în care  actualul Campionatul Brazilian de Fotbal a început să fie numit oficial Taça de Prata (Cupa de Argint).